# Kamarádi, uličníci a medvídek Chlup
Kamarádi, uličníci a medvídek Chlup je český animovaný televizní seriál z roku 1982 poprvé vysílaný v rámci večerníčku v září roku 1987.
Námět připravil Jaroslav Boček, který současně zpracoval i scénář a měl na starosti i režii seriálu. Seriál namluvil Petr Nárožný. Bylo natočeno 13 epizod, měly délku mezi 7 až 8 minutami.
Seriál vyšel i v knižní podobě v roce 1988, vydalo nakladatelství Panorama v edici Ilustrovaných sešitů, knihu ilustrovala Michaela Pavlátová.

## Synopse
Animované příhody Andulky, Vašíka a jejich kouzelného přítele…

## Další tvůrci
- Animace: Věra Mertová, Oldřich Bělský, Alena Raková
- Výtvarník: Marcela Walterová
- Výtvarná spolupráce: Jindřich Kovařík

## Seznam dílů
1. Co přinesl balón
2. Jak maminka Chládková spráskla ruce
3. Jak se Chlup učil na koloběžce
4. Výlet do Krčského lesa
5. Jak Petr Kudla plánoval
6. Jak pomohli Zuzance
7. Co bylo u rybníka Hamráku
8. Jak Ota Černý nasadil Rexa
9. Příhoda s automobilistou
10. Jak to bylo s Jirkou Měchurou
11. Co zjistil Pavel Pěšina
12. Co vyplynulo z výpravy Pavla Pěšiny
13. Velké představení medvídka Chlupa